# Sebastian Vettel
Sebastian Vettel (Heppenheim, 3 juli 1987) is een Duitse autocoureur. Tijdens zijn carrière werd hij vier keer wereldkampioen Formule 1. Deze titels behaalde hij allemaal met Red Bull Racing. Hij werd na Juan Manuel Fangio en Michael Schumacher de derde coureur die vier wereldtitels achter elkaar won. Lewis Hamilton en Max Verstappen evenaarden later deze prestatie.
In 2015 maakte hij de overstap naar Ferrari. Na tweemaal de runner-up in het kampioenschap te zijn geworden sloot Vettel zijn laatste seizoen met Ferrari op een teleurstellende dertiende plaats af. Hij stapte voor het seizoen 2021 over naar Aston Martin F1-team, waar hij het stoeltje van Sergio Pérez overnam. Na twee seizoenen sloot Vettel tijdens de Grand Prix van Abu Dhabi op 20 november 2022 zijn carrière als Formule 1-coureur af.

## Carrière
Vettel was vanaf de Grand Prix van Turkije 2006 de derde rijder voor het Formule 1-team van BMW Sauber. Met zijn deelname aan de vrijdag-trainingen van de Turkse Grand Prix in 2006 werd Vettel toen met een leeftijd van 19 jaar en 53 dagen meteen de jongste Formule 1-coureur ooit die aan een Grand Prix deelnam. Vettel werd de jongste F1-coureur ooit die een boete kreeg in zijn carrière, nadat hij na amper negen seconden al een boete ontving van duizend dollar voor het overschrijden van de maximale snelheid in de pitstraat.
Vettel werd op 14 november 2010 voor het eerst wereldkampioen, op 9 oktober 2011 voor de tweede maal, op 25 november 2012 voor de derde keer en op 27 oktober 2013 voor de vierde maal op rij. Hij werd in 2010 de jongste wereldkampioen Formule 1 ooit. Met 23 jaar en 134 dagen verbrak hij het vorige record van Lewis Hamilton toen deze in 2008 wereldkampioen werd. Ook werd hij de jongste tweevoudig wereldkampioen Formule 1 ooit. Met 24 jaar en 98 dagen verbrak hij dat record van Fernando Alonso, die 25 jaar en 85 dagen was toen hij in 2006 wereldkampioen werd. Op 25 november 2012 werd Vettel de jongste drievoudige wereldkampioen en een van drie coureurs die drie of meer keer achter elkaar wereldkampioen werden, na Juan Manuel Fangio en Michael Schumacher. Hij werd in 2013 de eerste coureur ooit die zijn eerste vier titels aaneengesloten won.

### 2007
In de GP van Amerika mocht Vettel Robert Kubica vervangen die in de GP van Canada zwaar crashte en om medische redenen niet mocht deelnemen. Vettel pakte meteen zijn eerste punt en werd daarmee de jongste F1-coureur die een WK-punt pakte, een record dat inmiddels is verbeterd door zowel Daniil Kvjat als Max Verstappen. Vanaf de GP van Hongarije verving hij Scott Speed die bij Toro Rosso weg was gestuurd. In de GP van China behaalde hij vijf punten en hij beëindigde het seizoen op de veertiende plaats met zes punten.

### 2008
In 2008 werd Vettel tweede coureur bij Toro Rosso naast viervoudig Champ Car kampioen Sébastien Bourdais. Hij viel echter de vier eerste races uit, maar daarna kwam de ommekeer. Hij scoorde eerst twee vijfde plaatsen en pakte als toentertijd jongste coureur uit de geschiedenis zijn eerste overwinning in Monza. In de GP van Brazilië pakte hij nog een vierde plaats. Hij overklaste teamgenoot Bourdais en beëindigde het seizoen op de achtste plaats met 35 punten.

### 2009

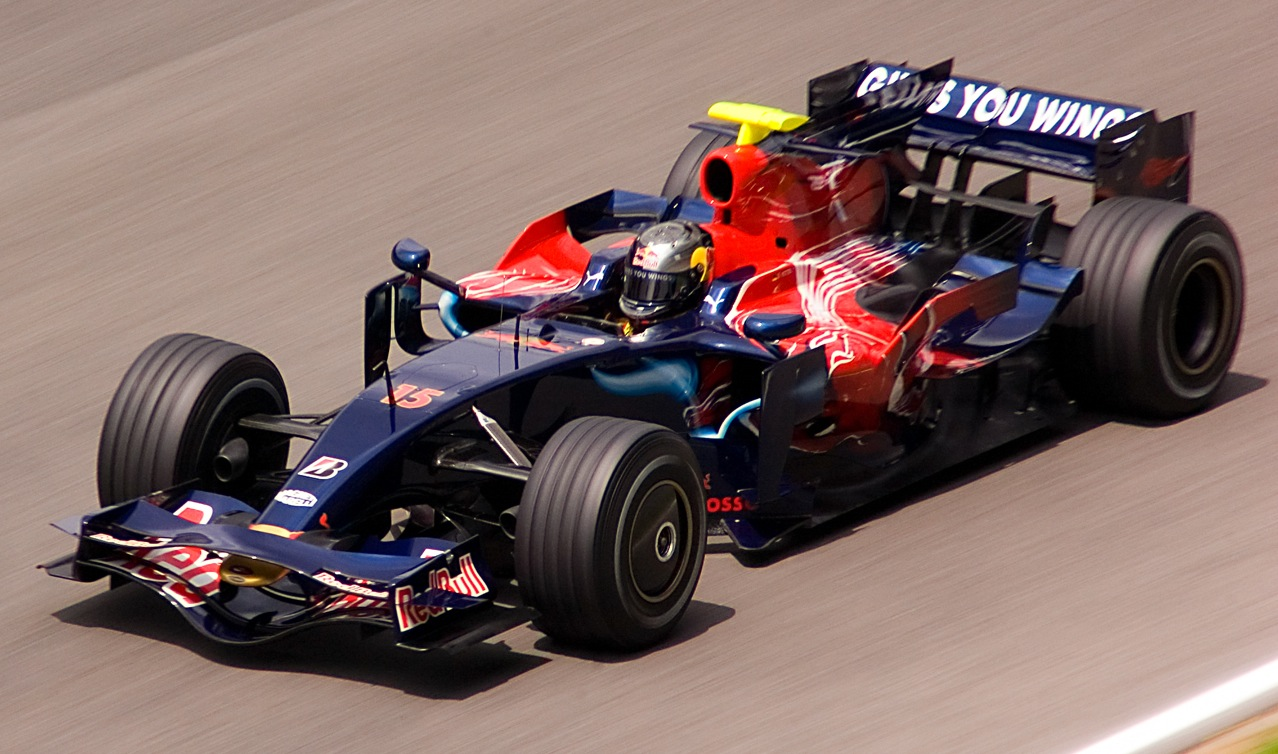
Sebastian Vettel in 2008

Door zijn goede prestaties promoveerde Vettel in 2009 van Toro Rosso naar het zusterteam Red Bull. Hij scoorde de eerste twee races geen punten maar sloeg in de daaropvolgende race keihard terug. Hij domineerde de GP van China en pakte zijn tweede zege uit zijn carrière. Hij behaalde 4 polepositions, waaronder die in Turkije en Engeland. Na vanaf pole gestart te zijn behaalde hij de overwinning in de GP van Engeland. Nadat hij in Singapore slechts een vierde plaats behaalde, was de achtervolging op WK-leider Jenson Button bijna tot stilstand gekomen, en werd de kans om in 2009 wereldkampioen te worden erg klein. In Japan behaalde Vettel echter zijn derde overwinning van het seizoen en eindigde Button slechts als achtste. De achterstand van Vettel op Button bedroeg met nog twee races te gaan 16 punten, zodat er nog steeds een kleine kans bestond om wereldkampioen te worden. Deze droom verviel echter in Brazilië, waar Jenson vlak achter Sebastian eindigde maar toch voldoende punten behaalde om wereldkampioen te worden. Vettel sloot zijn seizoen met glans af, door te winnen op het splinternieuwe circuit van Abu Dhabi.

### 2010
De eerste race van het seizoen in Bahrein begon goed voor Vettel hij pakte de pole terwijl teamgenoot Mark Webber zich slechts als zesde kwalificeerde. Vettel had een goede start en behield de eerste plaats. Midden in de race verloor Vettel's wagen vermogen waarna Fernando Alonso en niet veel later Felipe Massa hem passeerden. Ook Hamilton kon Vettel nog inhalen zodat hij als vierde finishte.
In Australië stond Vettel opnieuw op de pole en met Webber op twee, bezette Red Bull Racing de eerste rij. Aan de leiding rijdend spinde hij door een remprobleem van de baan en belandde in de grindbak, tot opgave gedwongen bleef hij puntenloos.
In de Grand Prix van Maleisië greep Vettel voor het eerst dit seizoen naast de pole, hij kwalificeerde zich als derde met teamgenoot Webber op pole. Vettel ging goed van start, stak Rosberg en Webber voorbij waardoor hij aan de leiding kwam. Na alle problemen in Bahrein en in Australië won Vettel zijn eerste race van het seizoen.
In de Grand Prix van China bezorgde Vettel de vierde pole op rij voor Red Bull. Alonso verloor de leiding die hij bij de start nam door een tijdstraf voor een vroegstart. De weersomstandigheden speelden een grote rol tijdens de wedstrijd en dwongen Vettel tot een inhaalrace die hij op de zesde stek afsloot. Vettel was nu vijfde in het rijderskampioenschap achter Button, Rosberg, Alonso en Hamilton.
Race 5 was in Spanje. De eerste race in Europa betekent veel upgrades bij de meeste teams. Qua kwalificatie bleef het hetzelfde. Webber nam pole en Vettel kwalificeerde tweede. Bij de start kon Vettel geen plaats goed maken en bleef tweede. Door Hamiltons pitstop verloor Vettel een plaats en was nu derde. Vettel kreeg een lekke band midden in de race en verloor nog een positie. Hij klaagde later dat de auto naar rechts reed, maar het team zei dat hij moest volhouden. Door Hamilton zijn lekke band kon Vettel toch nog een positie winnen en werd uiteindelijk derde.
Na Spanje kwam met Monaco, wellicht de bekendste Formule 1 race aan de beurt. Vettel kwalificeerde derde, terwijl teamgenoot Webber opnieuw pole nam. Ondanks de beperkte inhaalmogelijkheden waarvoor het circuit bekend staat slaagde Vettel er toch in Kubica te passeren zodat hij tweede eindigde na teamgenoot Webber. In de titelstrijd stonden Vettel en Webber nu gelijk met 78 punten, gevolgd door Alonso met drie punten achterstand.

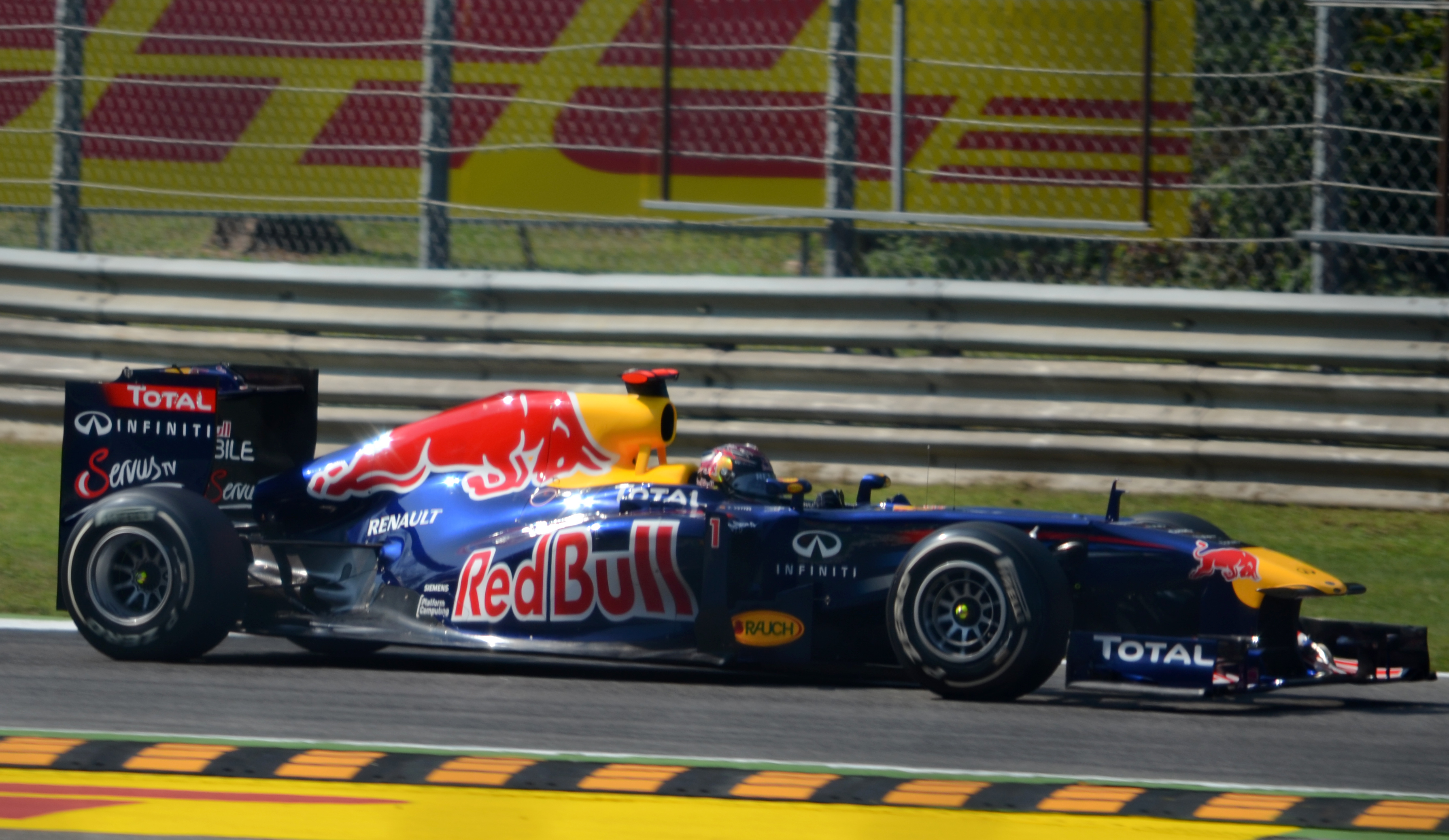
Sebastian Vettel in 2011

In de Grand Prix van Turkije kwalificeerde Vettel zich opnieuw als derde met Webber opnieuw op pole. Midden in de race botste ze met elkaar, waardoor Vettel uitviel, tot onvrede van Red Bull en woede van Vettel. Webber kon de race uitrijden en werd nog derde.
Na de botsing in de vorige race zinde Vettel op revanche in Canada. Red Bull miste voor het eerst dit seizoen de pole die naar Hamilton ging. Vettel kwalificeerde als derde, achter Webber, maar startte echter wel voor zijn teamgenoot want Webber kreeg een gridstraf voor het vervangen van zijn versnellingsbak. Een slechte pitstop kostte Vettel enkele plaatsen en hij finishte uiteindelijk als vierde, voor Webber. Vettel viel terug naar de vijfde plek in het kampioenschap met 19 punten achterstand op leider Hamilton.
Race negen bracht de Formule 1 terug naar Spanje, ditmaal voor de Europese Grand Prix in Valencia. Red Bull introduceerde hier hun versie van de F-duct, een upgrade die duidelijk werkte, want Vettel behaalde zijn eerste pole in vier races. Webber kwalificeerde als tweede voor Hamilton en Alonso. Vettel startte goed en behield de leiding. Webber crashte zwaar in het begin van de race, was wel helemaal oké, maar hierdoor kwam wel de safety car naar buiten. Vettel won de race en kwam in de titelstrijd terug tot de derde plek op slechts 12 punten van Hamilton.
In Groot-Brittannië bracht Red Bull als volgende upgrade een nieuwe voorvleugel. Tijdens de vrije training brak Vettels nieuwe voorvleugel en daarom werd Webbers reservevoorvleugel gebruikt wat voor enige ophef zorgde. In de kwalificatie zelf was hier echter niks van te merken. Vettel behaalde de pole met Webber op plaats twee. Bij de start hield Vettel een lekke band over aan een contact met Hamilton, hij moest helemaal achteraan aansluiten maar wist toch nog als zevende te eindigen, Webber won de race voor Hamilton en Rosberg.
Ronde elf was tijd voor Vettel zijn thuisrace. Vettel stond door de winst van Webber, in Silverstone, achter hem in het kampioenschap. Dat wilde hij natuurlijk omdraaien in Duitsland. Vettel behaalde de poleposition met maar twee duizendsten seconden voorsprong op Alonso. Massa kwalificeerde als derde en Webber als vierde. Vettel had een minder goede start, verloor de leiding aan Massa en verloor nog een plaats aan Alonso. Vettel kon dit niet meer goedmaken en finishte  ls derde.
In Hongarije was er veel ophef over de flexibele voorvleugels die door Red Bull en Ferrari  gebruikt werden. Gezien het opgeleverde snelheidsvoordeel werd dit door veel andere teams als niet-reglementair beschouwd. Beide teams waren bijna een seconde sneller dan hun rivalen en dus kwamen er nog meer beschuldigingen. Vettel behaalde poleposition, Webber tweede en Alonso derde. Vettel had een goede start en kon zijn eerste plaats behouden. Door rommel op de baan kwam er een safety car en Vettel kon nog maar net pitten. Vettel verloor zijn koppositie wel aan Webber. Door het ongeluk van Vettel bij de safety car, door niet dicht genoeg te blijven bij de volgende auto kreeg hij een drive through penalty, Vettel liet zijn frustraties hierover duidelijk horen over de radio. Hierdoor werd Vettel slechts derde, terwijl Webber won. Vettel bleef derde in het kampioenschap met Webber op nummer één.
Ronde 13 vond plaats in België. Webber nam pole voor Hamilton en Kubica, Vettel was vierde. Vettel had een slechte start en verloor een positie aan Jenson Button. Door een fout van Kubica kon Vettel bijna een positie goedmaken, maar Kubica duwde hem op het gras, althans dat werd door Vettel beweerd. Vettel kon uiteindelijk Kubica passeren en was derde. Vettel was gefocust om Button in te halen, maar verloor controle en raakte Button. Vettel kon nog pitten en kon verder racen, maar Button viel uit. Later raakte hij de Force India van Liuzzi, Vettel had een lekke band en moest opnieuw pitten, hij finishte uiteindelijk nog als 15e.
In Italië waren er door Vettel zijn race in België geruchten dat hij de druk niet aankon. In de kwalificatie werd Vettel slechts zesde. Hij kon zich nog naar voor werken en finishte als vierde.
Na Italië en Alonso zijn overwinning op Ferrari’s thuisbasis kwam Formule 1 terug naar Singapore. Met nog vijf races te gaan waren er nog vijf rijders in de strijd om het kampioenschap. Vettel kwalificeerde als tweede achter Alonso. Hoe hard Vettel ook probeerde druk uit te oefenen op Alonso, Alonso maakte geen fout. Alonso won voor Vettel.
De Grand Prix van Japan ging zoals gewoonlijk door op Suzuka. Vettel behaalde pole voor Webber en Kubica. Vettel had een goede start en zijn overwinning kwam niet in gevaar. Vettel won de Grand Prix en daardoor kwamen zijn kampioenschapkansen weer dichterbij.
De derde laatste race van het seizoen is in Korea. Er waren nog vijf rijders die kans maakte op de titel: Hamilton, Button, Vettel, Webber en Alonso. Vettel begon de strijd goed en nam pole voor Webber, Alonso en Hamilton. Button was slechts zevende. De race begon achter de safety car door de regen en na een lange vertraging kon de race dan toch beginnen. Door een crash van Webber kwam de safety car opnieuw naar buiten. Vettel had een motorprobleem en moest zich terugtrekken uit de race. Door Vettel zijn DNF had Red Bull een dubbele DNF. Alonso behaalde uiteindelijk de overwinning en had nu de leiding in het kampioenschap.
De voorlaatste race van het seizoen was in Brazilië. Vettel moest terugkomen door zijn DNF in Korea. Vettel kwalificeerde als tweede achter Nico Hülkenberg. Vettel had een betere start dan Hülkenberg en greep de leiding. Vettel stond deze niet meer af en won de race voor Webber en Alonso. Door deze 1-2 finish won Red Bull hun eerste constructeurskampioenschap. Het rijderskampioenschap zou echter pas beslist worden in de laatste race van het seizoen.
De laatste race van het seizoen. De beslissende race voor het rijderskampioenschap. De race vond plaats in Abu Dhabi. Na Brazilië waren er nog maar vier rijders die kans maakte op de titel: Alonso, Webber, Vettel en Hamilton, Button lag uit de strijd. Vettel behaalde de pole voor Hamilton en Alonso. Webber was pas vijfde. Alonso had een trage start en werd vierde. Vettel behield de leiding voor Hamilton. Door een slechte strategie van Ferrari kwam Alonso slecht op de baan en kwam achter veel verkeer, waardoor hij tijd verloor. Doordat Vettel de race won, won hij zijn eerste wereldtitel. Alonso werd zevende dus won Vettel de titel met vier punten, Vettel had 256 punten en Alonso 252 punten.

### 2011
Vettel reed uitstekend in de eerste acht races van 2011. Hij won zes races en in de andere races eindigde hij als tweede achter respectievelijk Hamilton en Button. Hierna won hij drie races niet, maar vervolgens won hij weer drie races. In de Grand Prix van Japan prolongeerde Vettel zijn wereldtitel met een derde plaats met nog vier races te gaan.

### 2012
Pas in de vierde race van het jaar in Bahrein behaalde Vettel zijn eerste overwinning van 2012. Tot de Grand Prix van Italië eindigde hij slechts viermaal op het podium, waarna hij achtereenvolgend de Grands Prix van Singapore, Japan, Korea en India won. In de laatste race van het seizoen in Brazilië behaalde hij de titel door als zesde te eindigen. Fernando Alonso eindigde de race als tweede, maar kwam hierdoor drie punten tekort op Vettel.
Er ontstond veel ophef rond deze laatste wedstrijd. Vettel zou andere rijders hebben ingehaald onder de gele vlag. Normaliter volgt daar een straf op, wat Alonso wereldkampioen zou hebben gemaakt. Ferrari diende klacht in, maar deze werd verworpen.

### 2013
Vettel startte de eerste twee races van 2013 vanaf pole position, waarin hij in de eerste race in Australië als derde eindigde en in Maleisië won. In Maleisië kreeg hij echter de orders van zijn team om achter zijn teamgenoot Mark Webber te blijven. Deze negeerde hij en haalde Webber in. In eerste instantie bood hij zijn excuses aan, maar enkele weken later zei Vettel dat Webber de overwinning niet verdiende. Later dat jaar won hij voor het eerst zijn thuisrace op de Nürburgring door Kimi Räikkönen nipt achter zich te houden. Vettel is voor de vierde keer wereldkampioen geworden, nadat hij de Grote Prijs van India in de wacht sleepte door te eindigen voor Rosberg en Grosjean. In de Grand Prix van de Verenigde Staten verbetert Vettel met zijn achtste overwinning op een rij het record van Michael Schumacher en Alberto Ascari, die beiden zeven races op een rij wisten te winnen.

### 2014
In 2014 werden er vaste startnummers geïntroduceerd. Sebastian Vettel koos voor nummer 5, maar als regerend kampioen mocht hij dit seizoen rijden met startnummer 1 op zijn bolide. Mark Webber nam eind 2013 afscheid van de Formule 1 en werd vervangen door zijn landgenoot Daniel Ricciardo, die met startnummer 3 reed. Vettel kende een moeilijk seizoen waarin hij tot de Grand Prix van Singapore slechts driemaal op het podium stond, terwijl Ricciardo drie Grands Prix wist te winnen. Tijdens de Grand Prix van Japan maakte Vettel bekend dat hij aan het eind van het jaar zou vertrekken bij Red Bull. Hij werd in 2015 vervangen door de jonge Rus Daniil Kvjat. Voorafgaand aan de laatste race van 2014 in Abu Dhabi werd bekend dat Vettel in 2015 de plaats van de vertrekkende Fernando Alonso in zou nemen bij Ferrari, waar hij een driejarig contract tekende.

### 2015
In 2015 werd Vettel de teamgenoot van Kimi Räikkönen. Hij won dit jaar de tweede race in Maleisië, zijn eerste overwinning voor Ferrari. Dit was in een periode waarin Mercedes domineerde.

### 2016
Vettel startte het seizoen met een derde plaats in Australië. Het leek een beloftevol seizoen te worden want er volgden nog enkele podiumplaatsen, maar het kwam nooit tot een overwinning. Het tweede deel van het seizoen verliep desastreus slecht. Vettel eindigde uiteindelijk als vierde in het kampioenschap met 212 punten, achter beide Mercedes wagens en Daniel Ricciardo. Dat Ferrari de Mercedessen voor zich moest laten kwam voornamelijk door een gebrek in motorkracht. Voor Ferrari en Vettel was het vooral een jaar om van te leren en conclusies uit te trekken.

### 2017
Voor het seizoen van 2017 werden enkele ingrijpende reglementsveranderingen ingevoerd. Deze wijzigingen hadden te maken met de afmetingen van de auto's.
Na de eerste race van het seizoen werd duidelijk dat Ferrari goede zaken had gedaan met het nieuwe reglement. Het seizoen begon heel goed voor Vettel, hij stond de eerste zes races steeds op het podium en won in Australië, Bahrein, Monaco en Hongarije. De tweede helft van het seizoen verliep echter minder goed. In de laatste negen races haalde hij tweemaal niet de eindstreep, stond hij slechts vijfmaal op het podium en won alleen in Brazilië. Zijn rivaal Lewis Hamilton won zijn derde titel voor Mercedes in 2017 en Vettel eindigde als tweede in het wereldkampioenschap.

### 2018
Vettel begon sterk aan het seizoen met twee overwinningen in de eerste twee races. Deze vulde hij aan met overwinningen in Canada (de vijftigste in zijn Formule 1 carrière) en in Groot-Brittannië. Na de Britse Grand Prix stond hij eerste in het wereldkampioenschap met acht punten voorsprong op concurrent Lewis Hamilton. In de race erop, in Duitsland, ging het echter pijnlijk mis toen hij in verraderlijke weersomstandigheden de controle over zijn auto verloor en crashte, en zo een zeker lijkende eerste thuiszege weggooide. Dit bleek een voorbode voor wat komen ging, aangezien de rest van Vettels seizoen uitdraaide op een fiasco. Hoewel hij de Grand Prix van België nog wist te winnen, werd zijn tweede seizoenshelft vooral gekenmerkt door fouten en spins, zoals in Italië waar hij na een aanvaring met Hamilton in de openingsronde spinde en op de laatste plek terugkwam, in Japan waar een wanhopige inhaalactie op Max Verstappen mislukte en Vettel in de rondte ging, en in Amerika waar hij Daniel Ricciardo raakte in de openingsronde en opnieuw spinde. Dit alles betekende dat hij de wereldtitel moest laten aan Hamilton, zelf eindigend op de tweede plek op een achterstand van maar liefst 88 punten.

### 2019

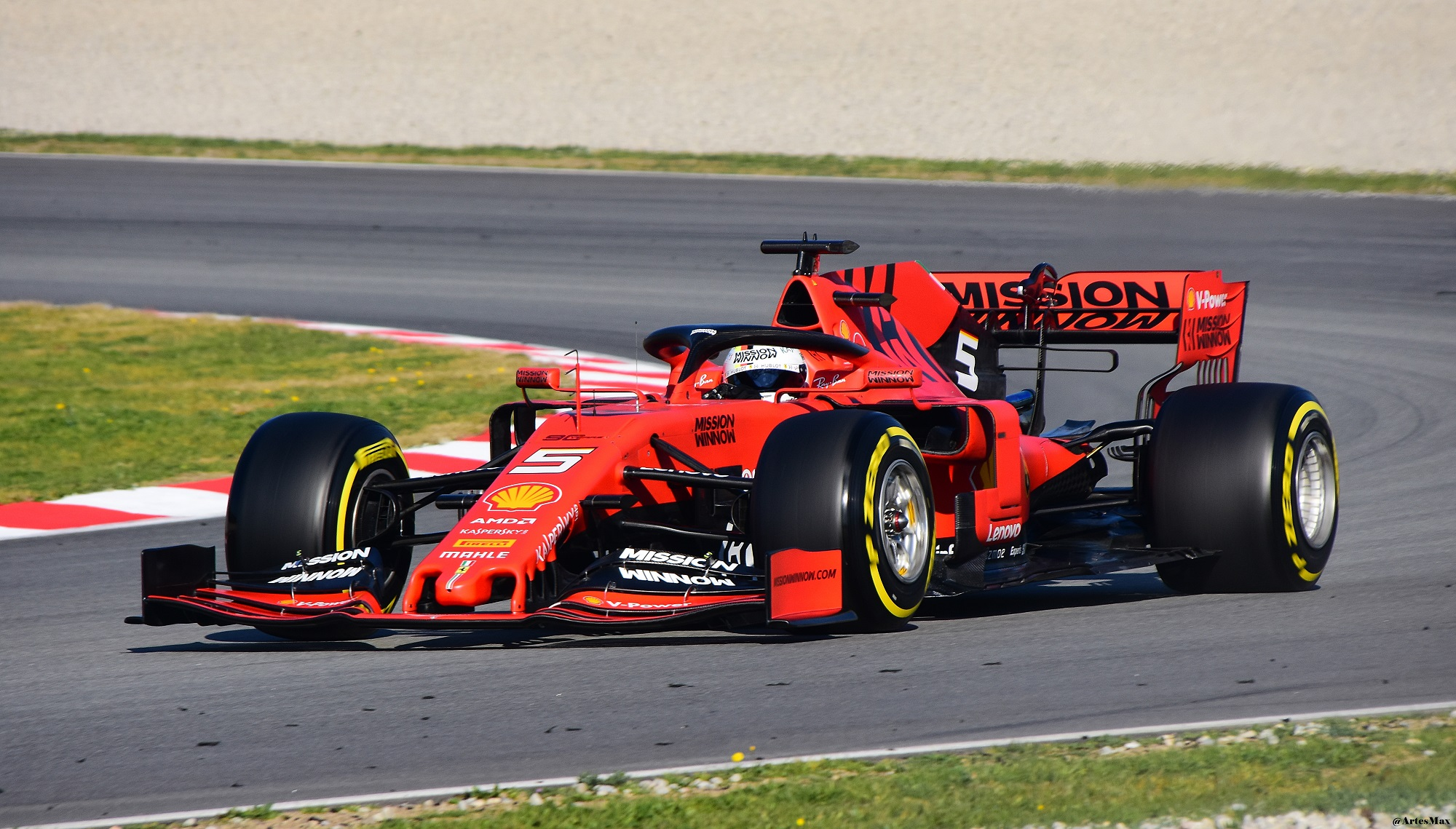
Vettel in de Ferrari SF90 tijdens de testdagen in Barcelona voorafgaand aan het seizoen 2019

2019 ging in essentie verder zoals 2018 geëindigd was. In Bahrein verloor Vettel zijn auto na een inhaalactie van Lewis Hamilton en spinde opnieuw, met een vijfde plek als eindresultaat. In Canada lag Vettel lange tijd aan de leiding, maar maakte hij onder druk van Hamilton een fout bij het insturen, ging over het gras en kwam onveilig terug op de baan, waarna hij werd teruggezet naar de tweede plaats met een tijdstraf. In Groot-Brittannië verkeek hij zich compleet bij het aanremmen, waardoor hij Max Verstappen, die hem net gepasseerd had, van de baan kegelde, om uiteindelijk zelf als zestiende te finishen met een tijdstraf. Wel nam hij enigszins revanche op zijn dramatisch verlopen thuis-Grand Prix van twaalf maanden ervoor, door op Hockenheim na een mechanisch probleem in de kwalificatie van de laatste naar de tweede plek te rijden. Vettel kreeg in 2019 een nieuwe teamgenoot in Charles Leclerc, en hoewel Vettel in het begin nog de aangewezen kopman was, werd naarmate het seizoen vorderde steeds duidelijker dat Leclerc meer in de melk te brokkelen had en betere resultaten haalde. Vooral in de tweede helft van het seizoen kwam de spanning die dit met zich meebracht aan de oppervlakte, zowel in races als in kwalificaties. In Monza verloor Vettel zijn Ferrari en kwam gevaarlijk terug op de baan, daarbij contact makend met Lance Stroll. Vettel finishte als dertiende met een tijdstraf, terwijl Leclerc de race won. In Singapore pakte Vettel zijn eerste en enige overwinning van het seizoen, door met een 'undercut' zijn teamgenoot voorbij te gaan, die zelf poleposition had gepakt. Het dieptepunt kwam echter in Brazilië, waar beide coureurs tegen elkaar aanreden en allebei de finish niet haalden. In het wereldkampioenschap eindigde Vettel als vijfde, verslagen door zijn teamgenoot Leclerc die vierde eindigde.

### 2020
De prestaties van de Ferrari waren slecht dit jaar, maar ook Vettel zelf maakte stuur- en inschattingsfouten in diverse races waardoor zijn prestaties tegenvielen. Halverwege het seizoen stond hij op een teleurstellende 13e plaats in het rijderskampioenschap. Nadat Ferrari aankondigde dat het contract met Vettel niet verlengd zou worden, werd op 10 september bekend dat hij voor 2021 een contract voor meerdere jaren had getekend bij Aston Martin F1 waar hij het stoeltje van Sergio Pérez overnam.

### 2021
De eerste twee races van de Duitser waren teleurstellend. Vettel werd vijftiende in Bahrein na een aanrijding met Esteban Ocon en in Imola moest hij opgeven met problemen aan de versnellingsbak. In Bakoe pakte Vettel zijn eerste podium voor het team met een tweede plaats en tevens zijn eerste sinds de Grand Prix van Turkije in 2020. In Hongarije werd hij tweede op de baan, achter de Alpine-Renault van Esteban Ocon, maar werd later gediskwalificeerd. Verder werd het een pover seizoen voor Vettel en Aston Martin. Vettels beste resultaat na de zomerstop was een vijfde plek in België.

### 2022
Vettel begon zijn seizoen niet goed omdat hij al voor de eerste race positief testte op COVID-19. Hij miste de GP van Bahrein en Saoedi-Arabië. Hülkenberg verving Vettel in beide races. Tijdens de Grand Prix van Australië was Vettel terug, maar had hij achterstand opgelopen in het kennismaken met de nieuw ontworpen auto, die tevens problemen kende. Zo kreeg hij in de eerste vrije training mechanische problemen en in de derde vrije training crashte hij. Dankzij het snelle werk dat zijn team verricht had kon hij toch nog een ronde rijden in Q1. Hij kwalificeert zich op een povere zeventiende plaats en moet vroeg in de race opgeven.
Op 28 juli 2022 kondigde Vettel aan na 2022 te stoppen met racen in Formule 1, omdat hij meer tijd wil doorbrengen met zijn gezin en aan andere zaken buiten de racerij. Tijdens de Grand Prix van Abu Dhabi op 20 november 2022 sloot Vettel zijn carrière als Formule 1-coureur af.

## Activisme
Vettel heeft interesse getoond in het milieu en andere sociale rechtvaardigheidskwesties. Na de Britse Grand Prix van 2021 hielp hij met het verwijderen van afval van de tribunes, en hij werkte ook samen met kinderen in Oostenrijk om een hotel voor bijen te bouwen. Verder is Vettel kritisch geweest over de manier waarop F1-races worden gepland, door te stellen dat races die geografisch dicht bij elkaar liggen in opeenvolgende weekenden moeten worden gehouden om de uitstoot van het reizen te verminderen. Hij hield ook een kartevenement voor alleen vrouwen tijdens het weekend van de Grand Prix van Saoedi-Arabië van 2021 en droeg de regenboogvlag tijdens de Grand Prix van Hongarije van 2021 ondanks een berisping. Na de Russische invasie van Oekraïne in 2022 verklaarde Vettel van plan te zijn de Grand Prix van Rusland in september te boycotten als de race was doorgegaan zoals gepland.
In mei 2022 verscheen hij in het politieke debatprogramma Question Time van BBC One om verschillende kwesties te bespreken, waaronder klimaatverandering, energieafhankelijkheid en Brexit. De maand daarop verscheen Vettel op de cover van Attitude, waarin hij zijn steun uitsprak voor een LGBTQ-coureur in de Formule 1. In juni 2022, tijdens zijn deelname aan de Canadese Grand Prix, stelde Vettel de ontginning van de teerzanden van Alberta door Canada aan de kaak met een T-shirt en een helmlap waarin hij 'Canada's klimaatmisdaad' noemde. Premier Jason Kenney van Alberta noemde het "overdreven hypocrisie" omdat Vettels team, Aston Martin, wordt gesponsord door aardoliemaatschappij Saudi Aramco, die volgens hem een van de slechtste klimaatresultaten ter wereld heeft. Vettel was het eens met het "hypocriete" etiket, maar zei dat deze persoonlijke aanvallen het risico inhouden dat hij het "grotere plaatje" van de klimaatcrisis mist.

## Carrière-overzicht

### Karting
| Jaar | Evenement                   | Klasse            | Resultaat |
| ---- | --------------------------- | ----------------- | --------- |
| 1997 | DMV Goldpokal               | Bambini B         | 7         |
| 1997 | DMV Bundesmeisterschaft     | Bambini B         | 1         |
| 1997 | DMV Landesmeisterschaft Süd | Bambini B         | 1         |
| 1997 | NRW Cup                     | Bambini B         | 1         |
| 1998 | DMV Winterpokal             | Cadet and Bambini | 4         |
| 1998 | NRW Cup                     | Bambini A         | 1         |
| 1998 | DMV Landesmeisterschaft Süd | Bambini A         | 1         |
| 1999 | Torneo Industrie Open       | 100 Junior        | 3         |
| 2000 | Monaco Kart Cup             | ICA Junior        | 22        |
| 2000 | Trofeo Andrea Margutti      | 100 Junior        | 7         |
| 2000 | Green Helmet Trophy         | Cadet             | 7         |
| 2000 | Duits Karting Kampioenschap | Junior            | 5         |
| 2001 | South Garda Winter Cup      | ICA Junior        | 3         |
| 2001 | Trofeo Andrea Margutti      | ICA Junior        | 22        |
| 2001 | Monaco Kart Cup             | ICA Junior        | 1         |
| 2001 | Europees Kampioenschap      | ICA Junior        | 1         |
| 2001 | Duits Karting Kampioenschap | Junior            | 1         |
| 2002 | Europees Kampioenschap      | ICA               | 6         |
| 2002 | Duits Karting Kampioenschap | Senior            | 10        |

### Formule BMW
| Seizoen | Series           | Team                    | Races | Wins | Pole positie | Snelste Ronden | Podiums | Punten | Pos. |
| ------- | ---------------- | ----------------------- | ----- | ---- | ------------ | -------------- | ------- | ------ | ---- |
| 2003    | Formula BMW ADAC | Eifelland Racing        | 19    | 5    | 5            | 4              | 12      | 216    | 2    |
| 2004    | Formula BMW ADAC | ADAC Berlin-Brandenburg | 20    | 18   | 14           | 13             | 20      | 387    | 1    |

#### Formula BMW ADAC-resultaten
| Jaar | Inschrijving            | 1          | 2          | 3        | 4         | 5         | 6        | 7        | 8        | 9         | 10       | 11         | 12         | 13        | 14        | 15      | 16        | 17        | 18        | 19       | 20        | Pos. | Punten |
| ---- | ----------------------- | ---------- | ---------- | -------- | --------- | --------- | -------- | -------- | -------- | --------- | -------- | ---------- | ---------- | --------- | --------- | ------- | --------- | --------- | --------- | -------- | --------- | ---- | ------ |
| 2003 | Eifelland Racing        | HOC1 1 DNF | HOC1 2     | ADR 1 S  | ADR 2 1P  | NÜR1 1 3  | NÜR1 2 S | LAU 1 6S | LAU 2 7  | NOR 1 DNF | NOR 2 1P | NÜR2 1 10P | NÜR2 2 P   | NÜR3 1 PS | NÜR3 2    | A1R 1 6 | A1R 2 8   | ZAN 1 DNS | ZAN 2 3   | HOC2 1 3 | HOC2 2 1  | 2    | 216    |
| 2004 | ADAC Berlin-Brandenburg | HOC1 1 PS  | HOC1 2 1PS | ADR 1 2P | ADR 2 1PS | NÜR1 1 PS | NÜR1 2 3 | LAU 1 PS | LAU 2 1S | NOR 1 PS  | NOR 2 1  | NÜR2 1 PS  | NÜR2 2 1PS | OSC 1 PS  | OSC 2 1PS | ZAN 1 P | ZAN 2 1PS | BRN 1 S   | BRN 2 1PS | HOC2 1 S | HOC2 2 1P | 1    | 387    |

### Formule 3
| Seizoen | Series                          | Team                 | Races | Wins | Pole positie | Snelste Ronden | Podiums | Punten | Positie |
| ------- | ------------------------------- | -------------------- | ----- | ---- | ------------ | -------------- | ------- | ------ | ------- |
| 2005    | Formule 3 Euroseries            | ASL Mücke Motorsport | 20    | 0    | 0            | 1              | 6       | 63     | 5       |
| 2005    | Masters of Formula 3            | ASL Mücke Motorsport | 1     | 0    | 0            | 0              | 0       | N/A    | 11      |
| 2005    | Spaanse Formule 3-kampioenschap | Racing Engineering   | 1     | 0    | 0            | 0              | 1       | 8      | 15      |
| 2005    | Macau Grand Prix                | ASM F3               | 1     | 0    | 0            | 0              | 1       | N/A    | 3       |
| 2006    | Formule 3 Euroseries            | ASM Formule 3        | 20    | 4    | 1            | 5              | 9       | 75     | 2       |
| 2006    | Masters of Formula 3            | ASM Formule 3        | 1     | 0    | 0            | 0              | 0       | N/A    | 6       |
| 2006    | Macau Grand Prix                | Carlin Motorsport    | 1     | 0    | 0            | 0              | 0       | N/A    | 23      |

#### Formula 3 Euro Series-resultaten
| Jaar | Inschrijving         | Chassis          | Motor    | 1         | 2        | 3       | 4        | 5         | 6        | 7        | 8         | 9        | 10        | 11       | 12      | 13        | 14      | 15      | 16        | 17      | 18       | 19         | 20        | Pos. | Punten |
| ---- | -------------------- | ---------------- | -------- | --------- | -------- | ------- | -------- | --------- | -------- | -------- | --------- | -------- | --------- | -------- | ------- | --------- | ------- | ------- | --------- | ------- | -------- | ---------- | --------- | ---- | ------ |
| 2005 | ASL Mücke Motorsport | Dallara F305/011 | Mercedes | HOC1 1 15 | HOC1 2 5 | PAU 1 7 | PAU 2 11 | SPA 1 DSQ | SPA 2 13 | MON 1 18 | MON 2 17† | OSC 1 5  | OSC 2 5   | NOR 1 2  | NOR 2 4 | NÜR 1 11  | NÜR 2   | ZAN 1 2 | ZAN 2     | LAU 1 3 | LAU 2 15 | HOC2 1 13S | HOC2 2 3  | 5    | 63     |
| 2006 | ASM Formule 3        | Dallara F305/059 | Mercedes | HOC1 1 5  | HOC1 2 1 | LAU 1 3 | LAU 2 6  | OSC 1 5   | OSC 2 14 | BRH 1 2  | BRH 2 7S  | NOR 1 2S | NOR 2 DNF | NÜR 1 PS | NÜR 2 1 | ZAN 1 24† | ZAN 2 S | CAT 1 S | CAT 2 DNF | LMS 1 9 | LMS 2 9  | HOC2 1 3   | HOC2 2 12 | 2    | 75     |

#### Masters of Formula 3-resultaten
| Jaar | Inschrijving         | Chassis      | Motor    | Kwalificatie | Hoofdrace |
| ---- | -------------------- | ------------ | -------- | ------------ | --------- |
| 2005 | ASL Mücke Motorsport | Dallara F305 | Mercedes | 14           | 11        |
| 2006 | ASM Formule 3        | Dallara F305 | Mercedes | 5            | 6         |

#### Spaanse Formule 3-resultaten
| Jaar | Inschrijving       | 1     | 2     | 3     | 4     | 5       | 6     | 7     | 8     | 9     | 10    | 11    | 12    | 13    | 14    | 15    | Pos. | Punten |
| ---- | ------------------ | ----- | ----- | ----- | ----- | ------- | ----- | ----- | ----- | ----- | ----- | ----- | ----- | ----- | ----- | ----- | ---- | ------ |
| 2005 | Racing Engineering | JAR 1 | JAR 2 | VAL 1 | VAL 2 | ALB 1 3 | EST 1 | EST 2 | ALB 1 | ALB 2 | VAL 1 | VAL 2 | JER 1 | JER 2 | CAT 1 | CAT 2 | 15   | 8      |

#### Macau Grand Prix-resultaten
| Jaar | Inschrijving      | Kwalificatie | Kwalificatierace | Hoofdrace |
| ---- | ----------------- | ------------ | ---------------- | --------- |
| 2005 | ASM F3            | 12           | 8                | 3         |
| 2006 | Carlin Motorsport | 10           | DNF              | 23        |

### Formula Renault 3.5-resultaten
| Jaar | Inschrijving      | 1       | 2       | 3        | 4       | 5       | 6       | 7        | 8         | 9         | 10    | 11    | 12    | 13    | 14    | 15    | 16    | 17    | Pos. | Punten |
| ---- | ----------------- | ------- | ------- | -------- | ------- | ------- | ------- | -------- | --------- | --------- | ----- | ----- | ----- | ----- | ----- | ----- | ----- | ----- | ---- | ------ |
| 2006 | Carlin Motorsport | ZOL 1   | ZOL 2   | MON 1    | IST 1   | IST 2   | MIS 1 2 | MIS 2 1P | SPA 1 DNF | SPA 2 DNS | NÜR 1 | NÜR 2 | DON 1 | DON 2 | LMS 1 | LMS 2 | BAR 1 | BAR 2 | 15   | 28     |
| 2007 | Carlin Motorsport | MNZ 1 5 | MNZ 2 3 | NÜR 1 PS | NÜR 2 6 | MON 1 2 | HUN 1 4 | HUN 2 3  | SPA 1     | SPA 2     | DON 1 | DON 2 | MAG 1 | MAG 2 | EST 1 | EST 2 | CAT 1 | CAT 1 | 5    | 74     |

## Formule 1-carrière
| Jaar        | Team         |
| ----------- | ------------ |
| 2007        | BMW Sauber   |
| 2007 - 2008 | Toro Rosso   |
| 2009 - 2014 | Red Bull     |
| 2015 - 2020 | Ferrari      |
| 2021 - 2022 | Aston Martin |

|                           | 2007 | 2008 | 2009 | 2010 | 2011 | 2012 | 2013 | 2014 | 2015 | 2016 | 2017 | 2018 | 2019 | 2020 | 2021 | 2022 | Totaal           |
| ------------------------- | ---- | ---- | ---- | ---- | ---- | ---- | ---- | ---- | ---- | ---- | ---- | ---- | ---- | ---- | ---- | ---- | ---------------- |
| Aantal ingeschreven races | 8    | 18   | 17   | 19   | 19   | 20   | 19   | 19   | 19   | 21   | 20   | 21   | 21   | 17   | 22   | 20   | 300 (299 starts) |
| Aantal zeges              | 0    | 1    | 4    | 5    | 11   | 5    | 13   | 0    | 3    | 0    | 5    | 5    | 1    | 0    | 0    | 0    | 53               |
| Aantal pole-positions     | 0    | 1    | 4    | 10   | 15   | 6    | 9    | 0    | 1    | 0    | 4    | 5    | 2    | 0    | 0    | 0    | 57               |
| Aantal snelste rondes     | 0    | 0    | 3    | 3    | 3    | 6    | 7    | 2    | 1    | 3    | 5    | 3    | 2    | 0    | 0    | 0    | 38               |
| Aantal podiumplaatsen     | 0    | 1    | 8    | 10   | 17   | 10   | 16   | 4    | 13   | 7    | 13   | 12   | 8    | 1    | 1    | 0    | 122              |
| Aantal WK-punten          | 6    | 35   | 84   | 256  | 392  | 281  | 397  | 167  | 278  | 212  | 317  | 320  | 240  | 33   | 43   | 37   | 3098             |
| Eindstand WK              | 14   | 8    | 2    | 1    | 1    | 1    | 1    | 5    | 3    | 4    | 2    | 2    | 5    | 13   | 12   | 11   |                  |

### Formule 1-resultaten
| Kleur  | Resultaat                       |
| ------ | ------------------------------- |
| Goud   | Winnaar                         |
| Zilver | Tweede plaats                   |
| Brons  | Derde plaats                    |
| Groen  | Gefinisht (punten behaald)      |
| Blauw  | Gefinisht (geen punten behaald) |
| Blauw  | Niet geklasseerd (NC)           |
| Paars  | Uitgevallen (DNF)               |
| Rood   | Niet gekwalificeerd (DNQ)       |

| Kleur   | Resultaat                              |
| ------- | -------------------------------------- |
| Zwart   | Gediskwalificeerd (DSQ)                |
| Wit     | Niet gestart (DNS)                     |
| Blanco  | Gewond (INJ)                           |
| Blanco  | Uitgesloten (EX)                       |
| Blanco  | Teruggetrokken (WD) / Niet deelgenomen |
| 1, 2, 3 | Sprint positie (punten behaald)        |
| P       | Poleposition                           |
| S       | Snelste ronde                          |

#### 2006 – 2014
| Jaar | Inschrijving             | Chassis          | Motor                         | 1       | 2        | 3       | 4       | 5      | 6       | 7       | 8        | 9       | 10      | 11      | 12      | 13      | 14      | 15      | 16     | 17       | 18       | 19      | 20    | Pos    | Punten |
| ---- | ------------------------ | ---------------- | ----------------------------- | ------- | -------- | ------- | ------- | ------ | ------- | ------- | -------- | ------- | ------- | ------- | ------- | ------- | ------- | ------- | ------ | -------- | -------- | ------- | ----- | ------ | ------ |
| 2006 | BMW Sauber F1 Team       | BMW Sauber F1.06 | BMW P86 2.4 V8 4 Series       | BHR 0   | MAL 0    | AUS 0   | SMR 0   | EUR 0  | SPA 0   | MON 0   | GBR 0    | CAN 0   | VST 0   | FRA 0   | DUI 0   | HON 0   | TUR TC  | ITA TC  | CHN TC | JPN TC   | BRA TC   |         |       | -      | -      |
| 2007 | BMW Sauber F1 Team       | BMW Sauber F1.07 | BMW P86/7 2.4 V8              | AUS TC  | MAL TC   | BHR 0   | SPA 0   | MON 0  | CAN 0   | VST 8   | FRA 0    | GBR 0   | EUR 0   |         |         |         |         |         |        |          |          |         |       | 14     | 6      |
| 2007 | Scuderia Toro Rosso      | Toro Rosso STR2  | Ferrari 056 2.4 V8            |         |          |         |         |        |         |         |          |         |         | HON 16  | TUR 19  | ITA 18  | BEL DNF | JPN DNF | CHN 4  | BRA DNF  |          |         |       | 14     | 6      |
| 2008 | Scuderia Toro Rosso      | Toro Rosso STR2B | Ferrari 056 2.4 V8            | AUS DNF | MAL DNF  | BHR DNF | SPA DNF | TUR 17 |         |         |          |         |         |         |         |         |         |         |        |          |          |         |       | 8      | 35     |
| 2008 | Scuderia Toro Rosso      | Toro Rosso STR3  | Ferrari 056 2.4 V8            |         |          |         |         |        | MON 5   | CAN 8   | FRA 12   | GBR DNF | DUI 8   | HON DNF | EUR 6   | BEL 5   | ITA 1P  | SIN 5   | JPN 6  | CHN 9    | BRA 4    |         |       | 8      | 35     |
| 2009 | Red Bull Racing          | Red Bull RB5     | Renault RS27 2.4 V8           | AUS 13  | MAL 15   | CHN 1P  | BHR 2   | SPA 4  | MON DNF | TUR 3P  | GBR 1PS  | DUI 2   | HON DNF | EUR DNF | BEL 3S  | ITA 8   | SIN 4   | JPN 1P  | BRA 4  | ABU 1S   |          |         |       | Zilver | 84     |
| 2010 | Red Bull Racing          | Red Bull RB6     | Renault RS27 2.4 V8           | BHR 4P  | AUS DNFP | MAL 1   | CHN 6P  | SPA 3  | MON 2S  | TUR DNF | CAN 4    | EUR 1P  | GBR 7P  | DUI 3PS | HON 3PS | BEL 15  | ITA 4   | SIN 2   | JPN 1P | KOR DNFP | BRA 1    | ABU 1P  |       | Goud   | 256    |
| 2011 | Red Bull Racing          | Red Bull RB7     | Renault RS27-2011 2.4 V8      | AUS 1P  | MAL 1P   | CHN 2P  | TUR 1P  | SPA 1  | MON 1P  | CAN 2P  | EUR 1PS  | GBR 2   | DUI 4   | HON 2P  | BEL 1P  | ITA 1P  | SIN 1P  | JPN 3P  | KOR 1S | IND 1PS  | ABU DNFP | BRA 2P  |       | Goud   | 392    |
| 2012 | Red Bull Racing          | Red Bull RB8     | Renault RS27-2012 2.4 V8      | AUS 2   | MAL 11   | CHN 5   | BHR 1P  | SPA 6  | MON 4   | CAN 4PS | EUR DNFP | GBR 3   | DUI 5   | HON 4S  | BEL 2   | ITA 22  | SIN 1   | JPN 1PS | KOR 1  | IND 1P   | ABU 3S   | VST 2PS | BRA 6 | Goud   | 281    |
| 2013 | Infiniti Red Bull Racing | Red Bull RB9     | Renault RS27-2013 2.4 V8      | AUS 3P  | MAL 1P   | CHN 4S  | BHR 1S  | SPA 4  | MON 2S  | CAN 1P  | GBR DNF  | DUI 1   | HON 3   | BEL 1S  | ITA 1P  | SIN 1PS | KOR 1PS | JPN 1   | IND 1P | ABU 1    | VST 1PS  | BRA 1P  |       | Goud   | 397    |
| 2014 | Infiniti Red Bull Racing | Red Bull RB10    | Renault Energy F1-2014 1.6 V6 | AUS DNF | MAL 3    | BHR 6   | CHN 5   | SPA 4S | MON DNF | CAN 3   | OOS DNF  | GBR 5   | DUI 4   | HON 7   | BEL 5   | ITA 6   | SIN 2   | JPN 3   | RUS 8  | VST 7S   | BRA 5    | ABU 8   |       | 5      | 167    |
| Jaar | Inschrijving             | Chassis          | Motor                         | 1       | 2        | 3       | 4       | 5      | 6       | 7       | 8        | 9       | 10      | 11      | 12      | 13      | 14      | 15      | 16     | 17       | 18       | 19      | 20    | Pos    | Punten |

#### 2015 – 2022
| Jaar | Inschrijving     | Chassis            | Motor                      | 1      | 2       | 3       | 4       | 5       | 6      | 7      | 8       | 9       | 10      | 11       | 12      | 13     | 14       | 15     | 16      | 17      | 18      | 19      | 20     | 21      | 22     | Pos    | Punten |
| ---- | ---------------- | ------------------ | -------------------------- | ------ | ------- | ------- | ------- | ------- | ------ | ------ | ------- | ------- | ------- | -------- | ------- | ------ | -------- | ------ | ------- | ------- | ------- | ------- | ------ | ------- | ------ | ------ | ------ |
| 2015 | Scuderia Ferrari | Ferrari SF15-T     | Ferrari 059/4 V6           | AUS 3  | MAL 1   | CHN 3   | BHR 5   | SPA 3   | MON 2  | CAN 5  | OOS 4   | GBR 3   | HON 1   | BEL 12   | ITA 2   | SIN 1P | JPN 3    | RUS 2S | VST 3   | MEX DNF | BRA 3   | ABU 4   |        |         |        | Brons  | 278    |
| 2016 | Scuderia Ferrari | Ferrari SF16-H     | Ferrari 061 V6             | AUS 3  | BHR DNS | CHN 2   | RUS DNF | SPA 3   | MON 4  | CAN 2  | EUR 2   | OOS DNF | GBR 9   | HON 4    | DUI 5   | BEL 6  | ITA 3    | SIN 5  | MAL DNF | JPN 4S  | VST 4S  | MEX 5   | BRA 5  | ABU 3S  |        | 4      | 212    |
| 2017 | Scuderia Ferrari | Ferrari SF70H      | Ferrari 062 V6             | AUS 1  | CHN 2   | BHR 1   | RUS 2P  | SPA 2   | MON 1  | CAN 4  | AZE 4S  | OOS 2   | GBR 7   | HON 1P   | BEL 2S  | ITA 3  | SIN DNFP | MAL 4S | JPN DNF | VST 2S  | MEX 4PS | BRA 1   | ABU 3  |         |        | Zilver | 317    |
| 2018 | Scuderia Ferrari | Ferrari SF71H      | Ferrari 062 EVO V6         | AUS 1  | BHR 1P  | CHN 8P  | AZE 4P  | SPA 4   | MON 2  | CAN 1P | FRA 5   | OOS 3   | GBR 1S  | DUI DNFP | HON 2   | BEL 1  | ITA 4    | SIN 3  | RUS 3   | JPN 6S  | VST 4   | MEX 2   | BRA 6  | ABU 2S  |        | Zilver | 320    |
| 2019 | Scuderia Ferrari | Ferrari SF90       | Ferrari 064 V6             | AUS 4  | BHR 5   | CHN 3   | AZE 3   | SPA 4   | MON 2  | CAN 2P | FRA 5S  | OOS 4   | GBR 16  | DUI 2    | HON 3   | BEL 4S | ITA 13   | SIN 1  | RUS DNF | JPN 2P  | MEX 2   | VST DNF | BRA 17 | ABU 5   |        | 5      | 240    |
| 2020 | Scuderia Ferrari | Ferrari SF1000     | Ferrari 065 V6             | OOS 10 | STI DNF | HON 6   | GBR 10  | 70J 12  | SPA 7  | BEL 13 | ITA DNF | TOS 10  | RUS 13  | EIF 11   | POR 10  | EMI 12 | TUR 3    | BHR 13 | SAK 12  | ABU 14  |         |         |        |         |        | 13     | 33     |
| 2021 | Aston Martin F1  | Aston Martin AMR21 | Mercedes M12 E Performance | BHR 15 | EMI 15† | POR 13  | SPA 13  | MON 5   | AZE 2  | FRA 9  | STI 12  | OOS 17† | GBR DNF | HON DSQ  | BEL 5 ‡ | NED 13 | ITA 12   | RUS 12 | TUR 18  | VST 10  | MXS 7   | SAP 11  | QAT 10 | SAR DNF | ABU 11 | 12     | 43     |
| 2022 | Aston Martin F1  | Aston Martin AMR22 | Mercedes M13 E Performance | BHR 0  | SAR 0   | AUS DNF | EMI 8   | MIA 17† | SPA 11 | MON 10 | AZE 6   | CAN 12  | GBR 9   | OOS 17   | FRA 11  | HON 10 | BEL 8    | NED 14 | ITA DNF | SIN 8   | JPN 6   | VST 8   | MXS 14 | SAP 11  | ABU 10 | 11     | 37     |
| Jaar | Inschrijving     | Chassis            | Motor                      | 1      | 2       | 3       | 4       | 5       | 6      | 7      | 8       | 9       | 10      | 11       | 12      | 13     | 14       | 15     | 16      | 17      | 18      | 19      | 20     | 21      | 22     | Pos    | Punten |

- † Uitgevallen maar wel geklasseerd omdat er meer dan 90% van de raceafstand werd afgelegd.
- ‡ Halve punten werden toegekend tijdens de GP van België 2021 omdat er minder dan 75% van de wedstrijd was afgelegd door hevige regenval.